# Gauliga Hessen 1935/36
De Gauliga Hessen 1935/36 was het derde voetbalkampioenschap van de Gauliga Hessen. Hanau 93 werd kampioen en plaatste zich voor de eindronde om de Duitse landstitel, waar de club in de groepsfase uitgeschakeld werd.

## Eindstand
| Plaats | Club                       | Wed. | W  | G | V  | Saldo | Ptn.  |
| ------ | -------------------------- | ---- | -- | - | -- | ----- | ----- |
| 1.     | 1. Hanauer FC 93           | 18   | 13 | 3 | 2  | 54:22 | 29:7  |
| 2.     | 1. SV Borussia 04 Fulda    | 18   | 12 | 4 | 2  | 49:19 | 28:8  |
| 3.     | CSC 03 Kassel              | 18   | 6  | 9 | 3  | 30:22 | 21:15 |
| 4.     | SG Hessen Hersfeld         | 18   | 8  | 4 | 6  | 37:38 | 20:16 |
| 5.     | SV Germania 09 Fulda       | 18   | 8  | 3 | 7  | 29:24 | 19:17 |
| 6.     | VfB Kurhessen 1905 Marburg | 18   | 6  | 6 | 6  | 36:45 | 18:18 |
| 7.     | SV 06 Kassel-Rothenditmold | 18   | 5  | 5 | 8  | 27:28 | 15:21 |
| 8.     | VfB Friedberg              | 18   | 5  | 5 | 8  | 24:27 | 15:21 |
| 9.     | SV Kurhessen 93 Kassel     | 18   | 4  | 2 | 12 | 21:39 | 10:26 |
| 10.    | SV 06 Bad Nauheim          | 18   | 1  | 3 | 14 | 15:58 | 5:31  |

|  | Kampioen, geplaatst voor nationale eindronde |
|  | Degradatie naar Bezirksliga                  |

## Promotie-eindronde

### Groep A
| Plaats | Club                | Wed. | Saldo | Ptn.  |
| ------ | ------------------- | ---- | ----- | ----- |
| 1.     | SpVgg Niederzwehren | 6    | 14:05 | 10:02 |
| 2.     | RSV Viktoria Elm    | 6    | 10:09 | 06:06 |
| 3.     | SV Wallau           | 6    | 14:09 | 06:06 |
| 4.     | SC Eschwege         | 6    | 11:26 | 02:10 |

|  | Promotie naar Gauliga Hessen 1936/37 |

### Groep B
| Plaats | Club              | Wed. | Saldo | Ptn.  |
| ------ | ----------------- | ---- | ----- | ----- |
| 1.     | KEWA Wachenbuchen | 5    | 19:05 | 08:02 |
| 2.     | TSV Naunheim      | 6    | 14:06 | 07:05 |
| 3.     | VfR 07 Limburg    | 6    | 21:14 | 06:06 |
| 4.     | VfR Büdingen      | 5    | 07:24 | 01:09 |